# Politica Tunisiei

### Structură de stat
Ca urmare a revoluției din 14 ianuarie 2011, Constituția Tunisiei adoptată în anul 1959 a fost suspendată. Noua Constituție a fost adoptată în luna ianuarie 2014
Formă de guvernământ: Republică. Regimul instituit prin noua Constituție este parlamentar moderat, președintele și legislativul (Adunarea Reprezentanților Poporului) având mandate de cinci ani.
Șeful statului: Președintele țării este Beji Caid Essebsi (din decembrie 2014)
Puterea executivă (Guvernul)
Puterea executivă este exercitată de șeful statului, asistat de un guvern condus de un prim-ministru.
- Primul-ministru: Habib Essid (din 14 ianuarie 2015), independent.
- Ministrul afacerilor externe: Taieb Baccouche (din 14 ianuarie 2015), membru al Partidului Apelul Tunisiei.

Puterea legislativă
- Legislativul este reprezentat de Adunarea Reprezentanților Poporului, condusă de președintele Mohamed Ennaceur (Partidul Apelul Tunisiei).

### Situația internă
Tunisia traversează un amplu proces de transformare democratică. Guvernul provizoriu de tehnocrați instalat în ianuarie 2014, și-a îndeplinit cu succes mandatul focalizat asupra securității interne, menținerii echilibrelor socio-economice și organizării în bune condiții a alegerilor.